# Todo el mundo es bueno
Todo el mundo es bueno fue un concurso de televisión producido por La Competencia y emitido en Telecinco desde el 25 de junio de 2012 y durante todo el verano. Tres semanas después de su estreno, la cadena anunció el 10 de julio la cancelación del programa y la posterior reubicación del concurso en el late-night del miércoles. Este formato fue la adaptación española del concurso británico “Don't stop me now” con emisión en la cadena Sky 1 desde marzo del mismo año. En cuanto a la mecánica, los artistas concursantes tenían que convencer al público para permancer al menos 100 segundos en el escenario, caso contrario eran expulsados de formas cómicas. Las galas estuvieron presentadas por José Corbacho y Pilar Rubio. El ganador de cada programa se desembolsó una cantidad de 15.000 euros en metálico.

## Historia
A mediados de abril de 2012 varios portales de internet se hicieron eco de la adaptación del formato británico Don't Stop Me Now, un nuevo concurso de talentos para Telecinco que vendría a ocupar el hueco dejado por ¡Tú sí que vales! en el mismo mes. Tras dar el visto bueno al formato, la cadena creó su adaptación, Todo el mundo es bueno, llamada en un principio ¡No me pares! como título provisional. Dicho programa, cuenta con un gran equipo técnico y gran profesionales del mundo del cine y la televisión.
Semanas después de conocerse la noticia, el 1 de mayo de 2012, Telecinco confirmó que adaptaría este formato en España para estrenarlo en verano. A mediados de este mes, en mayo, se conocieron los nombres de los presentadores encargados de conducir el espacio: José Corbacho y Pilar Rubio, si bien en un principio la cadena valoró otros nombres, entre ellos, el de José Mota. A pesar de que el cómico manchego fue uno de los candidatos para optar por ese puesto, finalmente fue Corbacho el elegido para presentar este programa junto a Pilar. Así, el actor y productor catalán fichó por Mediaset España para presentar éste talent que debía compaginar con las nuevas entregas de ¡Tú sí que vales!.
El 19 de junio la prensa nacional anunció que el responsable encargado de los efectos especiales de este programa será el propio Reyes Abades, conocido dentro del mundo cinematográfico, televisión y publicidad y galardonado en nueve ocasiones con el Goya a los mejores efectos especiales. Así, el especialista en efectos será el encargado de crear y ejecutar las expulsiones de los concursantes mediante animaciones especiales.
Mientras tanto, a los pocos días de darse a conocer la noticia del fichaje de Abades Tejedor, la cadena anunció el estreno de "Todo el mundo es bueno" para el prime time del lunes 25 de junio. El programa, presentado por José Corbacho y Pilar Rubio en Telecinco fue estrenado con un discreta audiencia promediando un 11% de share y más de 1,7 millones de espectadores.
Tras su primera emisión en Telecinco y la discreta acogida que obtuvo en su estreno, el canal temático de reposiciones de Mediaset España (La Siete) decidió ubicar este formato en la franja de prime time de los viernes a partir de las 22:30 horas (CET). Así, desde el viernes 29 de junio de 2012, los espectadores tuvieron la oportunidad de ver de nuevo la primera entrega de ‘Todo el mundo es bueno’ en La Siete.
El martes 10 de julio y tan solo tres semanas después del estreno, la cadena anunció la retirada de “Todo el mundo es bueno” de su programación y relegarlo al late-night, disponiendo de seis nuevas entregas ya grabadas. Por tanto, los capítulos del 4-6 se emitieron en dicha franja los miércoles en Telecinco y con su redifusión en La Siete. En resumen, el programa presentado por Corbacho y Pilar Rubio se despidió de la noche del lunes —con una media del 9,4% de share y 1.369.000 espectadores— después de tres emisiones en las que no consiguió enganchar a la audiencia. Debida a su desastrosa audiencia en el late-night, Mediaset España decidió poner las emisiones del 7 al 9 de dicho programa, solo y exclusivamente en La Siete con un notable descenso de audiencia los viernes por la noche, sin previo aviso por parte de la cadena de la emisión de emisiones inéditas del espacio.. Su última emisión tuvo lugar el 24 de agosto de 2012.

## Mecánica
Los invitados debían convencer al público para que les deje permanecer en el escenario al menos 100 segundos. El público que acude cada semana al programa será el único que decida la suerte del concursante. Si no le gusta lo que ve del artista, será literalmente expulsado del escenario de la forma más increíble que se ha visto en televisión. Precisamente el método de expulsión es una de las claves —con toque de humor— del formato y lo que a su vez lo diferencia de otros talent shows. Si el espectador vota en más de un 50% en contra, el participante será eliminado de plató de manera divertida y sorprendente siendo: quemado, apaleado, arrojado, tirado o aplastado.
- El formato recuerda en su mecánica al concurso El semáforo, de Chicho Ibáñez Serrador y presentado por Jordi Estadella en TVE durante dos años, entre 1995 y 1997.[15]

## Audiencias
| Gala                          | Fecha de emisión              | Características del programa           | Espectadores y cuota |                |
| ----------------------------- | ----------------------------- | -------------------------------------- | -------------------- | -------------- |
| 1                             | 25 de junio de 2012           | Presentación y ganador: Javier Guardia | 1 764 000 (11,0%)    |                |
| 2                             | 2 de julio de 2012            | Ganador: Franco Rocha                  | 1 270 000 (9,3%)     |                |
| 3                             | 9 de julio de 2012            | Ganador: Néstor Jackson                | 1 073 000 (7,8%)     |                |
| 4                             | 18 de julio de 2012           | Ganador: Lorenzo                       | 382 000 (7,8%)       |                |
| 5                             | 25 de julio de 2012           | Ganadores: Alejandro y Celia (Acrolúa) | 402 000 (8,0%)       |                |
| 6                             | 1 de agosto de 2012           | Ganador: Bboy V.O                      | 362 000 (7,5%)       |                |
| TOTAL                         |                               |                                        |                      |                |
| 6 galas(junio-agosto de 2012) | 6 galas(junio-agosto de 2012) | 6 ganadores, 5 individuales y 1 pareja | 876 000 (8,6%)       | 876 000 (8,6%) |

## Invitados
| Invitado                  | Ocupación                                  | Concursante(s) apadrinado(s) | Gala    |
| ------------------------- | ------------------------------------------ | ---------------------------- | ------- |
| Paz Padilla               | Humorista, actriz y presentadora           | Klara                        | Primera |
| Stevie Starr              | Regurgitador professional                  | -                            | Primera |
| Eduardo Gómez             | Actor y humorista                          | "MatrixGirl" y "La limonera" | Segunda |
| Razy Gogonea              | B-boy. Concursante de Britain's Got Talent | -                            | Segunda |
| Santi Rodríguez           | Actor y humorista                          | Michelle L' amour            | Tercera |
| Dionisio Martín Lobato    | Componente del grupo musical Camela        | -                            | Tercera |
| Pastora Soler             | Cantante                                   | Rosa María                   | Cuarta  |
| Manuel Díaz "El Cordobés" | Torero                                     | Moisés                       | Quinta  |
| Gary Strech               | Hombre elástico                            | -                            | Quinta  |
| Carlos Baute              | Cantante                                   | Marawa                       | Sexta   |
| Rasel Abad                | Cantante                                   | Marawa                       | Sexta   |
| Mr. Metano                | Flatulista (Ventosidades)                  | -                            | Sexta   |

### Estadísticas
| Nombre                                                    | Lugar de residencia     | Ocupación                                 | Programa | Información         |
| --------------------------------------------------------- | ----------------------- | ----------------------------------------- | -------- | ------------------- |
| Javier Guardia, conocido artísticamente como "Sr Guardia" | Valencia                | Conductor de ambulancias y estrella local | Gala 1   | Ganador             |
| Sara Ramos                                                | Alicante                | Estudiante                                | Gala 1   | Segunda finalista   |
| Andrés Lázaro                                             | Mérida                  | Informático                               | Gala 1   | Tercer finalista    |
| Franco Rocha                                              | Hospitalet de Llobregat | Multicultural                             | Gala 2   | Ganador             |
| Claudia Sorià                                             | Castellón               | Cantante                                  | Gala 2   | Segunda finalista   |
| "La limonera"                                             | Castellón               | Estudiante                                | Gala 2   | Tercera finalista   |
| Néstor Jackson                                            | Barcelona               | Estudiante                                | Gala 3   | Ganador             |
| Eva María                                                 | Jerez                   | Estudiante                                | Gala 3   | Segunda finalista   |
| Chaly Capitán                                             | Córdoba                 | Humorista                                 | Gala 3   | Tercera finalista   |
| Lorenzo                                                   | Madrid                  | Pintor                                    | Gala 4   | Ganador             |
| Rosa Miranda                                              | Córdoba                 | Estudiante                                | Gala 4   | Segunda finalista   |
| "El gallo"                                                | Madrid                  | Monologuista                              | Gala 4   | Tercer finalista    |
| Celia y Alejandro                                         | Madrid                  | Entrenadores                              | Gala 5   | Ganadores           |
| Hermanas Bruce                                            | Inglaterra              | Karatekas                                 | Gala 5   | Segundas finalistas |
| Moises                                                    | Tenerife                | Fakir                                     | Gala 5   | Tercer finalista    |
| Bboy V.O                                                  | Madrid                  | Socorrista                                | Gala 6   | Ganador             |
| Marawa                                                    | Madrid                  | Hula Hoop                                 | Gala 6   | Segunda finalista   |
| Cifre                                                     | Murcia                  | Estudiante                                | Gala 6   | Tercer finalista    |